# 피에르 쇼데를로 드 라클로
피에르 쇼데를로 드 라클로(Pierre Choderlos de Laclos, 1741년 10월 18일 ~ 1803년 9월 5일)는 프랑스의 군인·소설가이다. 아미앵에서 소귀족의 아들로 태어났다. 포병학교를 졸업하고 장교로서 시골의 주둔지를 전전했다. 그러는 중에 쓴 <위험한 관계>는 당시 퇴폐한 귀족사회를 충실하게 묘사한 풍속 심리소설이며 그는 이 한 작품으로 불후의 명성을 얻게 되었다. 이 외에 단시(短詩), 희가극(喜歌劇), 다수의 논문 등이 있다. 혁명기에 정치활동을 위해 한동안 군무(軍務)를 떠났었으나 후에 집정관 보나파르트의 지우(知遇)를 얻어 소장으로 승진, 이탈리아에 주둔 하던 중 타란토에서 병사했다.